# سالیکس ۸۶۴۸
سیارک ۸۶۴۸ (به انگلیسی: 8648 Salix، نامگذاری:1989RJ) هشت هزار و ششصد و چهل و هشتمین سیارک کشف شده‌است که در ۲ سپتامبر ۱۹۸۹ کشف شد.
قدر مطلق سیارک برابر ۱۴٫۰۰ است.